# Дииодид цирконила
Дииодид цирконила — неорганическое соединение, оксосоль металла циркония и иодоводородной кислоты с формулой ZrOI2. При нормальных условиях представляет собой белые гигроскопичные кристаллы, хорошо растворяется в воде и органических растворителях. Образует кристаллогидрат состава ZrOI2·8H2O.

## Физические свойства
Дииодид цирконила образует белые игольчатые кристаллы, растворимые в воде, спиртах, эфирах.

## Химические свойства
- Кристаллогидрат разлагается при нагревании:

{\displaystyle {\mathsf {2ZrOI_{2}\cdot 8H_{2}O\ {\xrightarrow {T}}\ ZrO_{2}+ZrI_{4}+16H_{2}O\uparrow }}}